# Selección femenina de fútbol sub-17 de las Islas Cook
La selección femenina de fútbol sub-17 de Islas Cook es el equipo representativo de las Islas Cook en las competiciones oficiales. Su organización está a cargo de la Asociación de Fútbol de las Islas Cook, miembro de la OFC y la FIFA.

## Estadísticas

### Copa Mundial de Fútbol Femenino Sub-17
| Año                       | Fase            | Posición        | PJ              | PG              | PE              | PP              | GF              | GC              |
| ------------------------- | --------------- | --------------- | --------------- | --------------- | --------------- | --------------- | --------------- | --------------- |
| Nueva Zelanda 2008        | No se clasificó | No se clasificó | No se clasificó | No se clasificó | No se clasificó | No se clasificó | No se clasificó | No se clasificó |
| Trinidad y Tobago 2010    | No se clasificó | No se clasificó | No se clasificó | No se clasificó | No se clasificó | No se clasificó | No se clasificó | No se clasificó |
| Azerbaiyán 2012           | No se clasificó | No se clasificó | No se clasificó | No se clasificó | No se clasificó | No se clasificó | No se clasificó | No se clasificó |
| Costa Rica 2014           | No se clasificó | No se clasificó | No se clasificó | No se clasificó | No se clasificó | No se clasificó | No se clasificó | No se clasificó |
| Jordania 2016             | No se clasificó | No se clasificó | No se clasificó | No se clasificó | No se clasificó | No se clasificó | No se clasificó | No se clasificó |
| Uruguay 2018              | No se clasificó | No se clasificó | No se clasificó | No se clasificó | No se clasificó | No se clasificó | No se clasificó | No se clasificó |
| India 2022                | No se clasificó | No se clasificó | No se clasificó | No se clasificó | No se clasificó | No se clasificó | No se clasificó | No se clasificó |
| República Dominicana 2024 | No se clasificó | No se clasificó | No se clasificó | No se clasificó | No se clasificó | No se clasificó | No se clasificó | No se clasificó |

### Campeonato Femenino Sub-17 de la OFC
| Año                | Fase           | Posición     | PJ           | PG           | PE           | PP           | GF           | GC           |
| ------------------ | -------------- | ------------ | ------------ | ------------ | ------------ | ------------ | ------------ | ------------ |
| Nueva Zelanda 2010 | No participó   | No participó | No participó | No participó | No participó | No participó | No participó | No participó |
| Nueva Zelanda 2012 | Ronda final    | 3.º          | 3            | 1            | 0            | 2            | 5            | 10           |
| Islas Cook 2016    | Fase de grupos | 5.º          | 3            | 1            | 0            | 2            | 6            | 6            |
| Samoa 2017         | Semifinal      | 3.º          | 4            | 2            | 0            | 2            | 7            | 12           |
| Tahití 2023        | Fase de grupos | 6.º          | 4            | 1            | 0            | 3            | 2            | 25           |